# Kościół św. Wawrzyńca w Kamiennym Jazie
Kościół św. Wawrzyńca w Kamiennym Jazie – katolicki kościół filialny zlokalizowany we wsi Kamienny Jaz w gminie Chojna, w powiecie gryfińskim (województwo zachodniopomorskie). Jest filią parafii św. Antoniego z Padwy w Grzybnie.

## Historia i architektura
Wzniesiony w XV wieku, murowany jest z kamieni polnych i granitowej kostki. W 1712 roku został przebudowany. Rozplanowany na rzucie prostokąta, nakryty jest dwuspadowym dachem z dachówką. W zachodniej części korpusu wpuszczona jest czworoboczna, otynkowana wieża dzwonna, nakryta ośmiobocznym hełmem zwieńczonym kulą z krzyżem. W wieży znajdują się małe okienka. Od strony zachodniej do kościoła przylega dostawiona w XIX wieku neogotycka kruchta.
Ściany i sufit wewnątrz kościoła są otynkowane. Prezbiterium zamknięte jest prostą ścianą. W tylnej części kościoła znajduje się XIX-wieczna drewniana empora muzyczna z kolorową balustradą.
Po zakończeniu II wojny światowej kościół został poświęcony jako świątynia katolicka w dniu 30 marca 1947 roku przez księdza Tadeusza Sorysa.